# In the Blood (John Mayer)
In the Blood è un singolo del cantautore statunitense John Mayer, pubblicato il 1º maggio 2017 come terzo estratto dal settimo album in studio The Search for Everything.

## Cover
Il gruppo musicale a cappella statunitense Home Free ha fatto una cover del brano il 30 agosto dello stesso anno.